# Firdusi
Firdusi, pravog imena Hakīm Abu'l-Qāsim Firdawsī Tūsī (per. حکیم ابوالقاسم فردوسی توسی; Paj, Razavi Horasan, 935. – Tus, 1020.) poznati je perzijski epski pjesnik. Autor je epa Šahname ('Knjiga kraljeva'), nacionalnog epa Irana, koji je posvetio sultanu Mahmudu od Gazne. Firdusi je također autor religiozno-ljubavnog epa Jusuf i Zulejha, koji je napisao na temu iz Kurana kako bi se kao musliman iskupio za pisanje Šahnamea u duhu zoroastrizma. Stvorio je vlastiti epski stil, obilježen kratkim improviziranim usporedbama.
Potjekao je iz obitelji višeg sloja seljaka (dihkana), koji su nastojali očuvati narodne običaje.